# غرنوقي أطلسي
غرنوقي أطلسي (الاسم العلمي:Geranium atlanticum) هو نوع من النباتات يتبع جنس الغرنوقي من الفصيلة الغرنوقية. سمي هذا النوع نسبةً إلى جبال الأطلس في المغرب.